# Heliport Qassimiut

i7
i11
i13
Der Heliport Qassimiut (ICAO-Code: BGQT) ist ein Hubschrauberlandeplatz in Qassimiut im südlichen Grönland. Da er kein Abfertigungsgebäude besitzt, wird der Heliport auch als Helistop bezeichnet.

## Lage und Ausstattung
Der Heliport liegt etwas östlich des Dorfs, liegt auf einer Höhe von 29 Fuß und hat eine mit Schotter bedeckte kreisrunde Landefläche mit einem Durchmesser von 30 m.

## Fluggesellschaften und Ziele
Für 2020 war Ilimanaq nicht auf dem Flugnetz von Air Greenland verzeichnet.